# Brion-près-Thouet

Brion-près-Thouet este o comună în departamentul Deux-Sèvres, Franța. În 2009 avea o populație de 751 de locuitori.